# Special Olympics Uganda
Special Olympics Uganda (englisch: Special Olympics Uganda) ist der ugandische Verband von Special Olympics International, der weltweit größten Sportbewegung für Menschen mit geistiger Beeinträchtigung und Mehrfachbeeinträchtigung. Ziel ist die sportliche Förderung dieser Personengruppe und die Sensibilisierung der Gesellschaft für sie. Außerdem betreut der Verband die ugandischen Athletinnen und Athleten bei den Special Olympics Wettbewerben.

## Geschichte
Special Olympics Uganda wurde 1991 mit Sitz in Kampala gegründet und 1992 anerkannt.

## Aktivitäten
2018 waren 12.391 Athletinnen, Athleten und Unified Partner sowie 1.027 Trainer bei Special Olympics Uganda registriert.
Der Verband nahm 2019 an den Programmen Athlete Leadership, Young Athletes, Healthy Communities, Family Health Forums und Unified Sports teil, die von Special Olympics International ins Leben gerufen worden waren.

### Sportarten
Folgende Sportarten wurden 2019 vom Verband angeboten: 
- Floor Hockey
- Fußball (Special Olympics)
- Kraftdreikampf (Special Olympics)
- Leichtathletik (Special Olympics)
- Schwimmen (Special Olympics)
- Volleyball (Special Olympics)

### Teilnahme an Weltspielen vor 2020 (Auswahl)
- 2007 Special Olympics World Summer Games, Shanghai, China (31 Athletinnen und Athleten)
- 2011 Special Olympics World Summer Games, Athen (8 Athletinnen und Athleten)
- 2013 Special Olympics World Winter Games, PyeongChang, Südkorea (14 Athletinnen und Athleten)
- 2015 Special Olympics World Summer Games, Los Angeles, USA (26 Athletinnen und Athleten)
- 2019 Special Olympics, World Summer Games, Abu Dhabi (33 Athletinnen und Athleten)

### Teilnahme an den Special Olympics World Summer Games 2023 in Berlin
Special Olympics Uganda nahm an den Special Olympics World Summer Games 2023 teil. Die Delegation wurde vor den Spielen im Rahmen des Host Town Program vom Rhein-Sieg-Kreis mit den Städten Troisdorf und Hennef betreut. Das Team gewann bei diesen Weltspielen zwei Gold-, zwei Silber- und eine Bronzemedaille.